# Belgische kampioenschappen atletiek 1933
In 1933 vonden de Belgische kampioenschappen atletiek Alle Categorieën voor mannen plaats op 9 juli in het Olympisch Stadion te Antwerpen en op 16 juli in het Joseph Marienstadion te Vorst, terwijl de 3000 m steeple op 27 augustus werd verwerkt. Het kampioenschap op de 1500 m werd op 27 augustus opnieuw afgewerkt. 
De kampioenschappen voor vrouwen vonden plaats op 9 en 16 juli in Schaarbeek.
Tijdens deze kampioenschappen verbeterde Jules Bosmans het Belgisch record op de 110 m horden van Powell (René Joannes) tot 15,8 s en Frans Van der Steen het Belgisch record van Jan Linsen op de 10.000 m tot 32.27,2.

## Uitslagen

### 100 m
| rang   | atleet           | prestatie |
| ------ | ---------------- | --------- |
| Goud   | Etienne Naessens | 10,9 s    |
| Zilver | Willy Dujardin   | op 2,5 m  |
| Brons  | Dieudonné Guthy  |           |

| rang   | atlete                | prestatie |
| ------ | --------------------- | --------- |
| Goud   | Juliette Segers       | 13,6 s    |
| Zilver | Mimi Simon            | op 1m     |
| Brons  | Antoinette Gallemaers | op 0,5 m  |

### 200 m
| rang   | atleet           | prestatie |
| ------ | ---------------- | --------- |
| Goud   | Etienne Naessens | 23,0 s    |
| Zilver | Raymond Berger   | op 2 m    |
| Brons  | Frans Prinsen    |           |

| rang   | atlete          | prestatie |
| ------ | --------------- | --------- |
| Goud   | Mimi Simon      | 28,6 s    |
| Zilver | Juliette Segers | op 5 m    |
| Brons  | R. Rothstein    |           |

### 400 m
| rang   | atleet            | prestatie |
| ------ | ----------------- | --------- |
| Goud   | Frans Prinsen     | 51,8 s    |
| Zilver | Jan Verhaert      | 52,4 s    |
| Brons  | Edouard Delflasse | op 1 m    |

### 800 m
| rang   | atleet              | prestatie |
| ------ | ------------------- | --------- |
| Goud   | René Geeraert       | 1.57,4    |
| Zilver | Maurice Boulanger   | op 12 m   |
| Brons  | Philippe Coenjaerts |           |

| rang   | atlete              | prestatie |
| ------ | ------------------- | --------- |
| Goud   | Jeanne Soffriau     | 2.33,0    |
| Zilver | Jeanne van Kesteren |           |
| Brons  | Julia Vandevelde    |           |

### 1500 m
| rang   | atleet         | prestatie |
| ------ | -------------- | --------- |
| Goud   | René Geeraert  | 4.09;8    |
| Zilver | Albert Limpens | 4.12,2    |
| Brons  | S. Classet     |           |

### 5000 m
| rang   | atleet              | prestatie |
| ------ | ------------------- | --------- |
| Goud   | Maurice Maréchal    | 15.13,0   |
| Zilver | Frans Van der Steen | op 90 m   |
| Brons  | Ward Schroeven      | op 200 m  |

### 10.000 m
| rang   | atleet              | prestatie    |
| ------ | ------------------- | ------------ |
| Goud   | Frans Van der Steen | 32.27,2 (NR) |
| Zilver | Felix Meskens       | 33.58,4      |
| Brons  |                     |              |

### 110 m horden/80 m horden
| rang   | atleet        | prestatie |
| ------ | ------------- | --------- |
| Goud   | Jules Bosmans | 15,8 s    |
| Zilver | Émile Binet   |           |
| Brons  | Jef Lekens    |           |

| rang   | atlete           | prestatie |
| ------ | ---------------- | --------- |
| Goud   | Juliette Exsteen | 14,8 s    |
| Zilver | Louise Petré     |           |
| Brons  | Denise Glise     |           |

### 200 m horden
| rang   | atleet        | prestatie |
| ------ | ------------- | --------- |
| Goud   | Frans Deherdt | 27,0 s    |
| Zilver | Jef Lekens    |           |
| Brons  | Jan Devries   |           |

### 400 m horden
| rang   | atleet      | prestatie |
| ------ | ----------- | --------- |
| Goud   | Ignace Russ | 56,5 s    |
| Zilver | Wullaert    |           |
| Brons  | Jan Devries |           |

### 3000 m steeple
| rang   | atleet          | prestatie |
| ------ | --------------- | --------- |
| Goud   | Oscar Van Rumst | 9.34,0    |
| Zilver | Ward Schroeven  | 9.39,6    |
| Brons  | Jan Chapelle    |           |

### Verspringen
| rang   | atleet            | prestatie |
| ------ | ----------------- | --------- |
| Goud   | Émile Binet       | 6,745 m   |
| Zilver | François Chartier | 6,69 m    |
| Brons  | René Devilder     | 6,54 m    |

| rang   | atlete           | prestatie |
| ------ | ---------------- | --------- |
| Goud   | R. Rothstein     | 4,60 m    |
| Zilver | Jeanne Meersman  | 4,54 m    |
| Brons  | Julia Vandevelde | 4,46 m    |

### Hoogspringen
| rang   | atleet             | prestatie |
| ------ | ------------------ | --------- |
| Goud   | François Chartier  | 1,75 m    |
| Zilver | Fernand Van Hooren | 1,75 m    |
| Brons  | Gérard Noël        | 1,75 m    |

| rang   | atlete               | prestatie |
| ------ | -------------------- | --------- |
| Goud   | Germaine Verschueren | 1,35 m    |
| Zilver | Jeanne Meersman      | 1,30 m    |
| Brons  |                      |           |

### Polsstokhoogspringen
| rang   | atleet            | prestatie |
| ------ | ----------------- | --------- |
| Goud   | Maurice Henrijean | 3,30 m    |
| Zilver | Pierre Leemans    | 3,20 m    |
| Brons  | Gérard Noël       | 3,30 m    |

### Kogelstoten
| rang   | atleet            | prestatie |
| ------ | ----------------- | --------- |
| Goud   | René Vande Voorde | 12,57 m   |
| Zilver | Auguste Vos       | 12,52 m   |
| Brons  | Fernand Mingels   | 12,26 m   |

| rang   | atlete          | prestatie |
| ------ | --------------- | --------- |
| Goud   | Anna Van Rossum | 8,43 m    |
| Zilver | José Paques     | 8,35 m    |
| Brons  | Rachel Donvil   | 7,81 m    |

### Discuswerpen
| rang   | atleet            | prestatie |
| ------ | ----------------- | --------- |
| Goud   | Auguste Vos       | 42,15 m   |
| Zilver | Robert Pelgrims   | 37,76 m   |
| Brons  | René Vande Voorde | 36,60 m   |

| rang   | atlete            | prestatie |
| ------ | ----------------- | --------- |
| Goud   | Jenny Toitgans    | 32,63 m   |
| Zilver | José Paques       | 28,67 m   |
| Brons  | Catherine Stevens | 26,45 m   |

### Speerwerpen
| rang   | atleet           | prestatie |
| ------ | ---------------- | --------- |
| Goud   | Jules Herremans  | 58,07 m   |
| Zilver | Gaston Etienne   | 52,96 m   |
| Brons  | Hector Herremans | 51,06 m   |

| rang   | atlete              | prestatie |
| ------ | ------------------- | --------- |
| Goud   | Jeanne van Kesteren | 28,48 m   |
| Zilver | Jenny Toitgans      | 27,86 m   |
| Brons  | José Paques         | 16,02 m   |

1889 · 
1890 · 
1891 · 
1892 · 
1893 · 
1894 · 
1895 · 
1896 · 
1897 · 
1898 · 
1899 · 
1900 · 
1901 · 
1902 · 
1903 · 
1904 · 
1905 · 
1906 ·
1907 ·
1908 · 
1909 · 
1910 · 
1911 · 
1912 · 
1913 · 
1914 · 
1919 · 
1920 · 
1921 · 
1922 · 
1923 · 
1924 · 
1925 · 
1926 · 
1927 · 
1928 · 
1929 · 
1930 · 
1931 · 
1932 · 
1933 · 
1934 · 
1935 · 
1936 · 
1937 · 
1938 · 
1939 · 
1940 · 
1941 · 
1942 · 
1943 · 
1944 · 
1945 · 
1946 · 
1947 · 
1948 · 
1949 · 
1950 · 
1951 · 
1952 · 
1953 · 
1954 · 
1955 · 
1956 · 
1957 · 
1958 · 
1959 · 
1960 · 
1961 · 
1962 · 
1963 · 
1964 · 
1965 · 
1966 · 
1967 · 
1968 · 
1969 · 
1970 · 
1971 · 
1972 · 
1973 · 
1974 · 
1975 · 
1976 · 
1977 · 
1978 · 
1979 · 
1980 · 
1981 · 
1982 · 
1983 · 
1984 · 
1985 · 
1986 · 
1987 · 
1988 · 
1989 · 
1990 · 
1991 · 
1992 · 
1993 · 
1994 ·
1995 · 
1996 · 
1997 · 
1998 · 
1999 · 
2000 · 
2001 · 
2002 · 
2003 · 
2004 · 
2005 · 
2006 · 
2007 · 
2008 · 
2009 · 
2010 · 
2011 · 
2012 · 
2013 · 
2014 · 
2015 · 
2016 · 
2017 · 
2018 · 
2019 · 
2020 · 
2021 · 
2022 · 
2023 · 
2024